# 人造湖

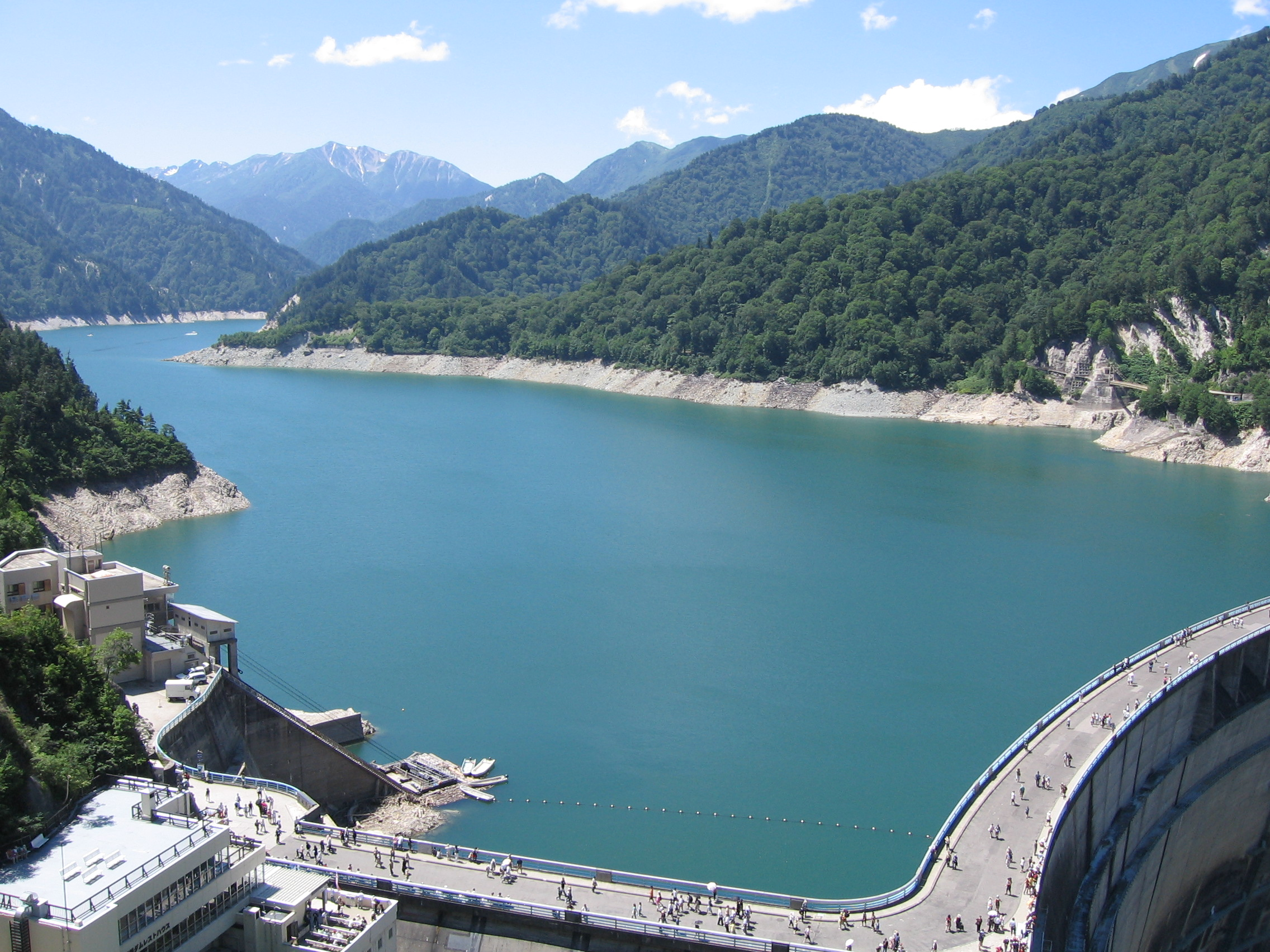
富山県の黒部湖と黒部ダム

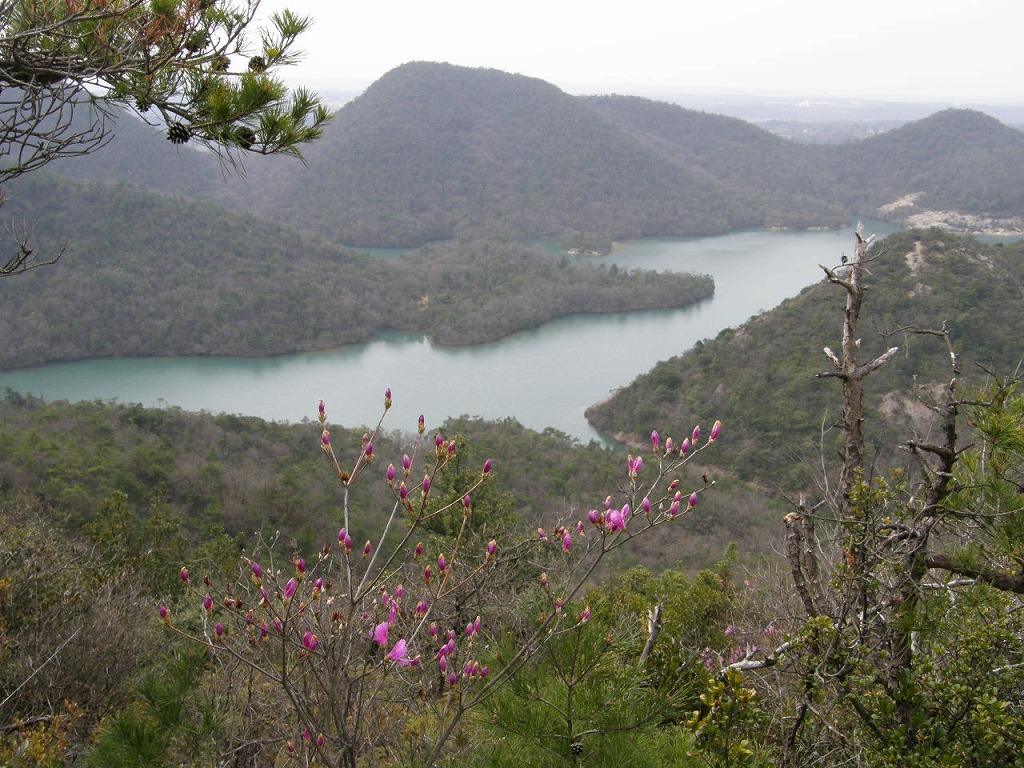
全国各地に見られる谷を堰き止めて造った灌漑用の人造湖（山池、ため池）の一例。昭和池（兵庫県加東市）

人造湖（じんぞうこ、英語: artificial lake）とは、人為的に造られた湖のこと。人工湖（じんこうこ）ともいい、またそのような水を貯める施設を貯水池（ちょすいち、英語: reservoir）、貯水湖（ちょすいこ）などという。人が建設したダムによって河川が堰き止められた結果できあがったダム湖（ダムこ）はこれらに含まれる。
自然湖あるいは天然湖（人の手によって造られたものではない、天然に存在する湖）に対して、この言葉が用いられる。
ダム湖に関する歴史、概要などについては「ダム」も参照。

## 目的
人が人工的な湖を造る理由は、水力発電、灌漑、上水道、工業用水道などに利用するため（利水）、大量降雨時の河川の水量を調節して洪水を防ぐためである（治水）。そのため、ある一定の位置に水を貯えるための容器となる湖を作り、そこから水を引くことで半ば安定して水を供給することを可能としている。

## 問題
特に大規模なダム湖においては、設置前と設置後とでは付近の環境ががらりと変わるため、自然環境を主として非常に大きな影響を及ぼすほか、設置後も様々な問題が噴出することがある。

## 有名な人造湖
- 黒部ダム - 日本最大のダム
- 瓢湖 - 日本有数のハクチョウの飛来地
- 犀川白鳥湖 - ハクチョウの飛来地
- ヴォルタ湖 - 世界最大の人造湖
- 朱鞠内湖 - 日本最大の人造湖
- ガトゥン湖 - パナマ運河完成時の世界最大の人造湖

## ギャラリー

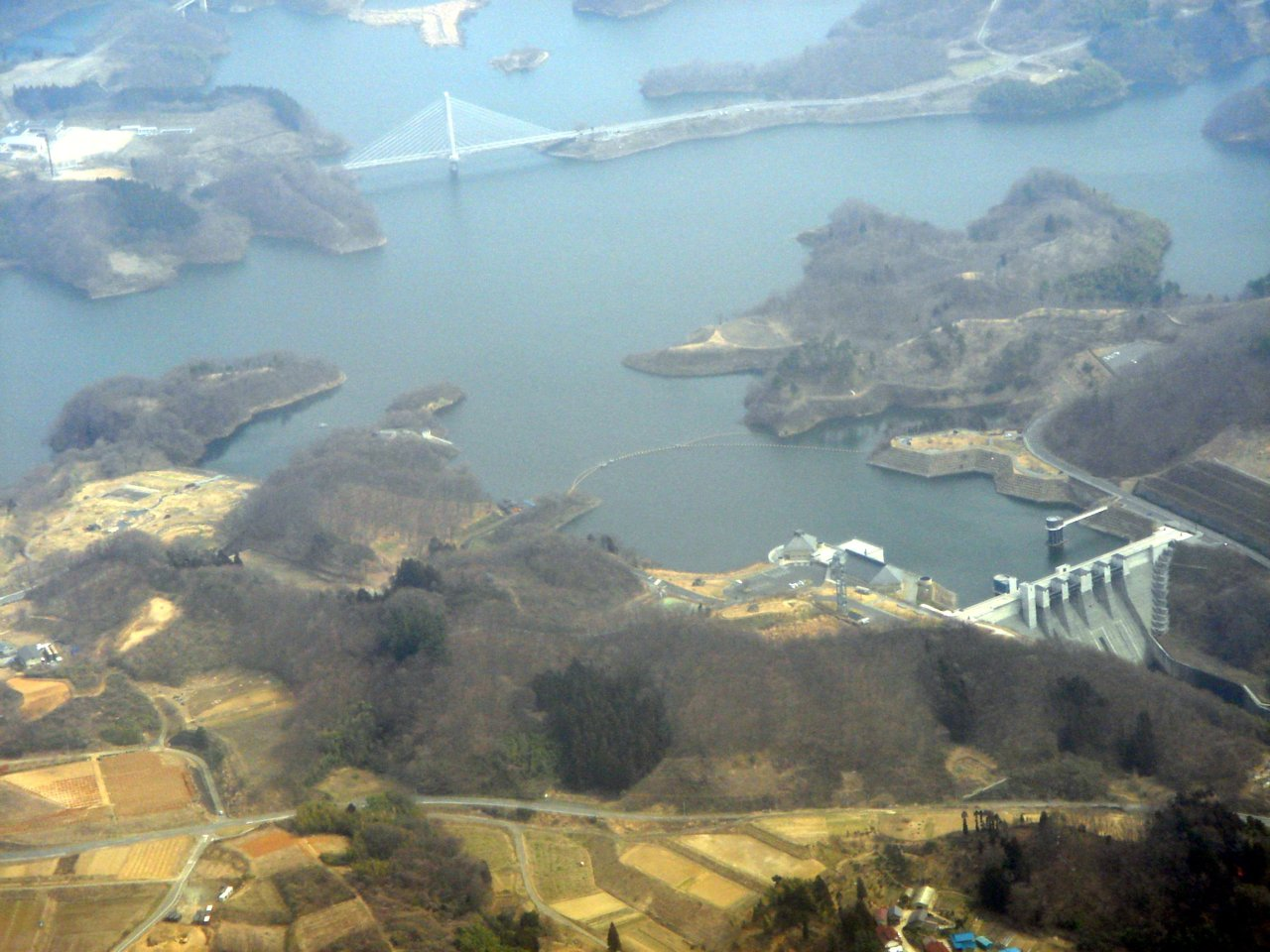
福島県のさくら湖と三春ダム
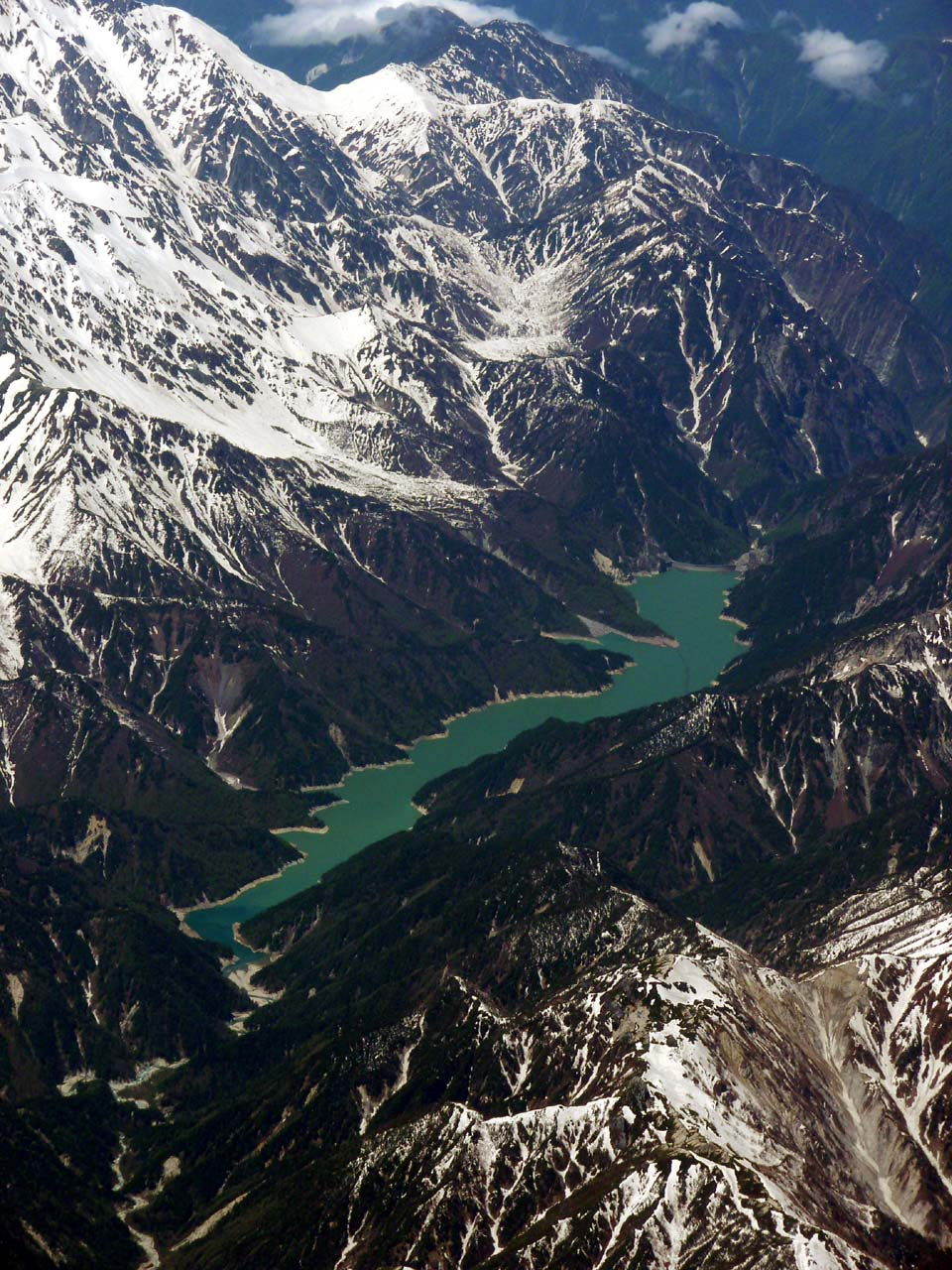
富山県の黒部湖と黒部ダム
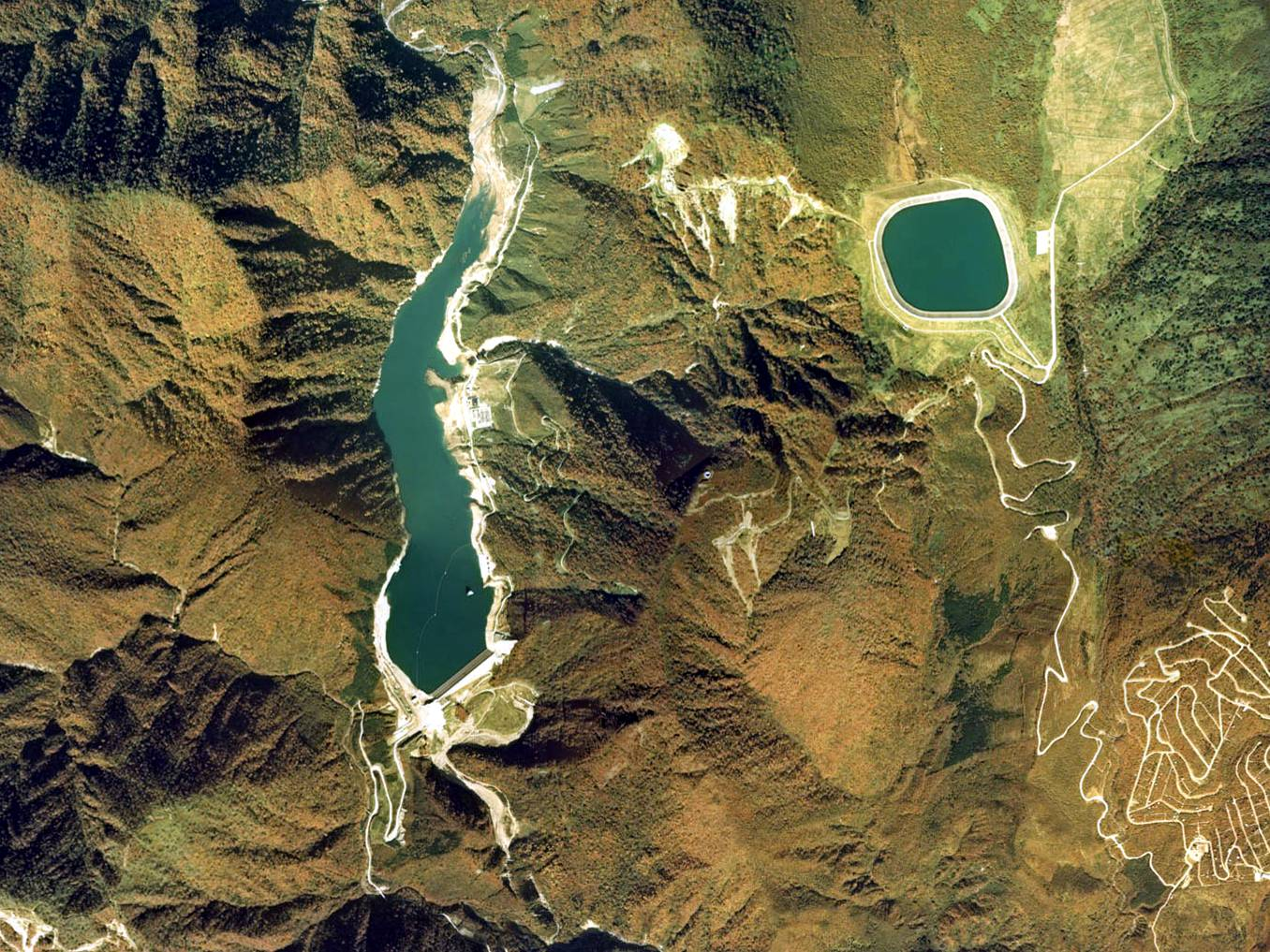
栃木県の深山湖（下池・写真左）と沼原調整池（上池・写真右）。対で揚水発電所を形成すると共に、下池・深山湖単体で水力発電も稼働している。
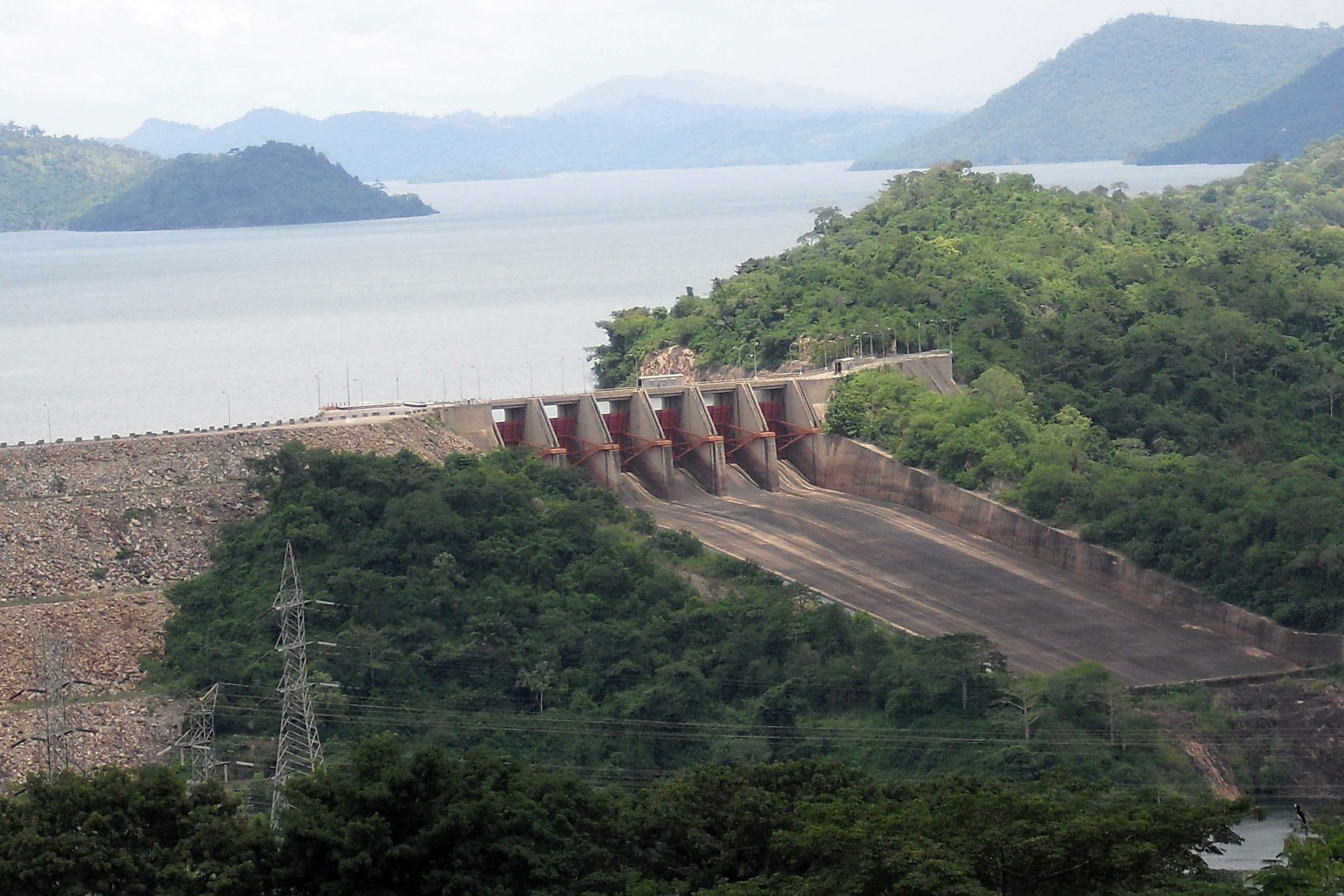
ガーナのヴォルタ湖（世界最大の人造湖）とアコソンボダム
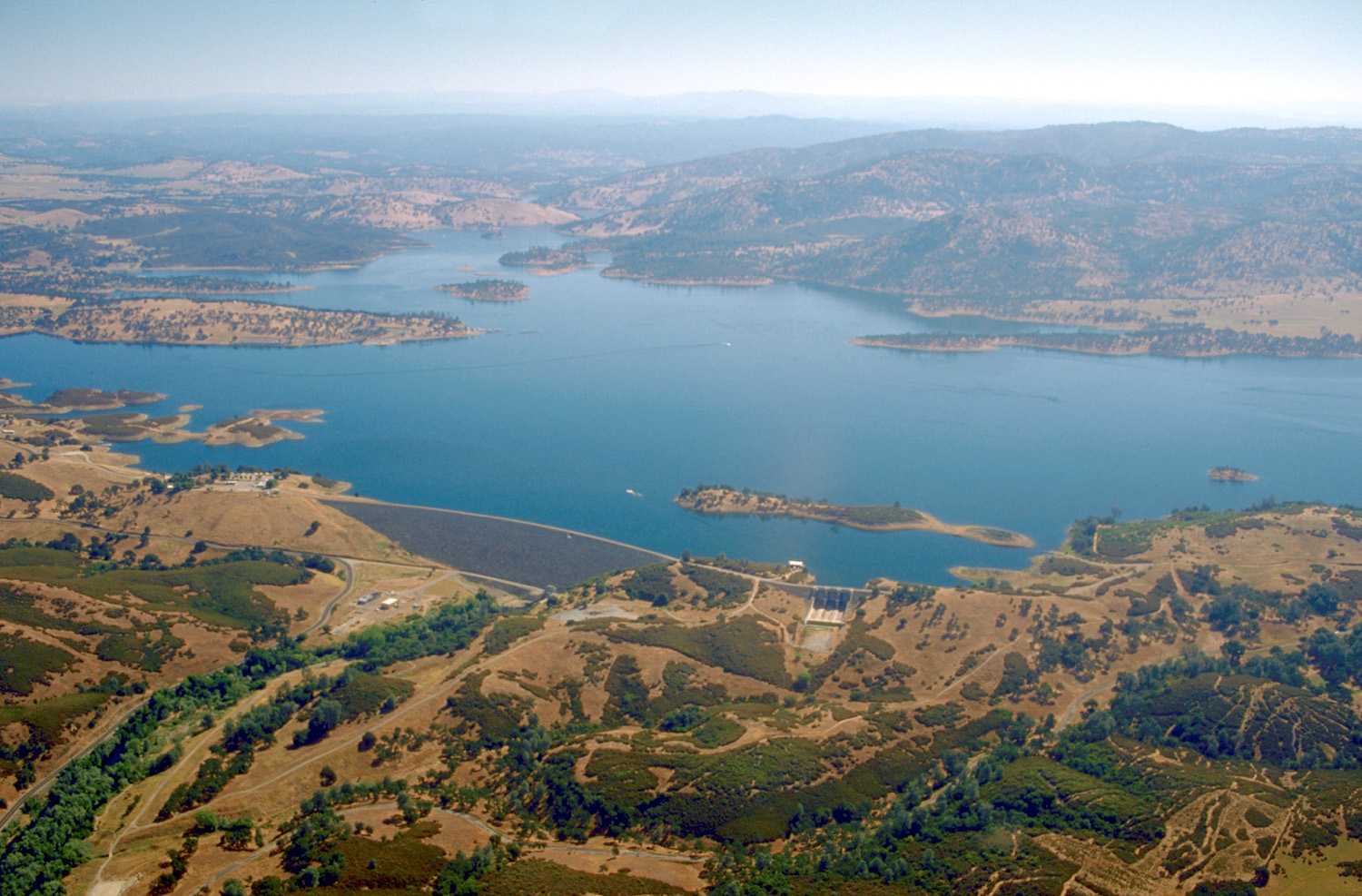
アメリカ合衆国カリフォルニア州のニューホーガン湖とニューホーガンダム (en:New Hogan Lake)